# Nhân tình lạc lối
Nhân tình lạc lối là một bộ phim truyền hình được thực hiện bởi V-Art Films do Lê Bảo Trung làm đạo diễn. Phim phát sóng vào lúc 20h05 thứ 2 đến thứ 6 hàng tuần bắt đầu từ ngày 7 tháng 7 năm 2016 và kết thúc vào ngày 15 tháng 8 năm 2016 trên kênh VTV9.

## Nội dung
Nhân tình lạc lối xoay quanh cuộc đời Mai (Ninh Dương Lan Ngọc) - một cô gái xinh đẹp, ngoan hiền, tốt nghiệp Đại học Kiến trúc. Do gia đình vỡ nợ, Mai phải đi làm thêm ở sòng bạc để phụ giúp bố mẹ. Tại đây, cô gặp (Chi Bảo) Vỹ - một Việt kiều Mỹ, người đã yêu và giúp gia đình Mai trả nợ. Mai đồng ý lấy Vỹ làm chồng nhưng sau này, cô phát hiện ra Vỹ là trùm xã hội đen, tìm cách bỏ trốn và xa lánh anh nhưng không thành.

## Diễn viên
- Ninh Dương Lan Ngọc trong vai Mai
- Chi Bảo trong vai Vỹ
- Huỳnh Đông trong vai Định
- NSND Đào Bá Sơn trong vai Ông Vinh
- Phùng Ngọc Huy trong vai Minh
- Đồng Thanh Phong trong vai Mẫn
- Tùng Haru trong vai Tân
- Bá Trường trong vai Ông Lâm
- Thanh Ngọc trong vai Bà Xuân
- Hà Linh trong vai Đạt
- Tam Thanh trong vai Ông Đồng
- Amy Hương trong vai Bà Yến
- Nguyễn Hiếu trong vai Thế
- Kim Dung trong vai Lai
- Trúc Vân trong vai Thúy

Cùng một số diễn viên khác....

## Nhạc phim
- Đường tình lạc lối

Thể hiện: Sơn Ca
- Bước qua lỗi lầm

Thể hiện: Sơn Ca
- Anh khóc mình anh

Thể hiện: Yra Hoàng Thy

## Giải thưởng
| Năm  | Giải thưởng                        | Hạng mục                     | (Người) đề cử       | Kết quả   | Tham khảo |
| ---- | ---------------------------------- | ---------------------------- | ------------------- | --------- | --------- |
| 2016 | Hội Điện ảnh Thành phố Hồ Chí Minh | Phim truyền hình             | —                   | Đoạt giải | [ 3 ]     |
| 2016 | Hội Điện ảnh Thành phố Hồ Chí Minh | Nam diễn viên chính xuất sắc | Chi Bảo             | Đoạt giải | [ 3 ]     |
| 2016 | Hội Điện ảnh Thành phố Hồ Chí Minh | Nữ diễn viên chính xuất sắc  | Ninh Dương Lan Ngọc | Đoạt giải | [ 3 ]     |